# Onís
Onís è un comune spagnolo di 847 abitanti situato nella comunità autonoma delle Asturie.